# Якуби (Вармінсько-Мазурське воєводство)
Якуби (пол. Jakuby, нім. Jakubben) — село в Польщі, у гміні Біла Піська Піського повіту Вармінсько-Мазурського воєводства.
Населення — 15 осіб (2011).

## Демографія
Демографічна структура станом на 31 березня 2011 року:
|          | Загалом | Допрацездатний вік | Працездатний вік | Постпрацездатний вік |
| -------- | ------- | ------------------ | ---------------- | -------------------- |
| Чоловіки | 9       | 1                  | 7                | 1                    |
| Жінки    | 6       | 0                  | 5                | 1                    |
| Разом    | 15      | 1                  | 12               | 2                    |